# Sky-Hi-Nunatakker
Die Sky-Hi-Nunatakker sind eine Gruppe von Nunatakkern im westantarktischen Ellsworthland. Sie ragen 13 km östlich der Grossman-Nunatakker und nordöstlich der Merrick Mountains auf. Die Formation erstreckt sich über eine Länge von 11 km vom Doppler-Nunatak im Westen bis zum Arnoldy-Nunatak im Osten und schließt den Bering-Nunatak, den Whistler-Nunatak, Mount Mende, Mount Lanzerotti, Mount Carrara und Mount Cahill ein.
Entdeckt und aus der Luft fotografiert wurden sie bei der US-amerikanischen Ronne Antarctic Research Expedition (1947–1948). Ihr Name ist an das Projekt Sky-Hi des United States Antarctic Research Program angelehnt, bei dem von der späteren Eights-Station im Verbund mit einer Station im kanadischen Laurentides Wildlife Reserve im November 1961 Messungen des Erdmagnetfelds und der Ionosphäre durchgeführt wurden. Der United States Geological Survey kartierte die Nunatakker anhand eigener Vermessungen und Luftaufnahmen der United States Navy (1965–1967) und Landsat-Satellitenaufnahmen (1973–1974).